# 리카도 트리파

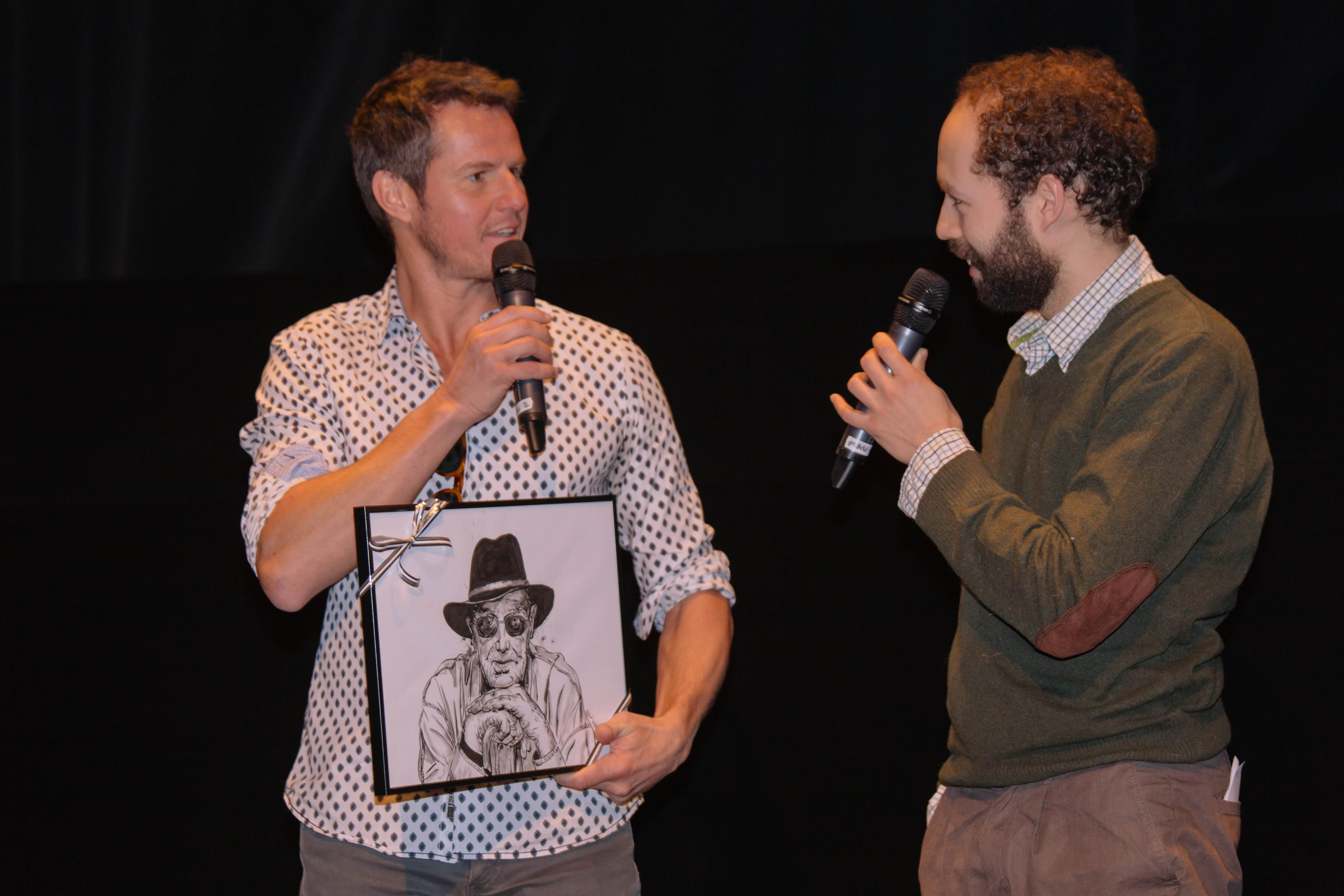

리카도 트리파(Ricardo Trêpa, 1972년 10월 28일 ~ )는 포르투갈의 영화배우이다.
포르투에서 태어났다.

## 영화
- 벨렝의 늙은 남자 (2014년)
- 게보 앤 더 섀도우 (2012년)
- 상 비셍트 드 포라의 패널화 (2010년)
- 안젤리카의 이상한 사건 (2010년)
- 금발 소녀의 기벽 (2009년)
- 크리스토퍼 콜롬버스 - 이니그마 (2007년)
- 세브린느, 38년 후 (2006년)
- 마법의 거울 (2005년)
- 제5제국 (2004년)
- 토킹 픽처 (2003년)
- 불확실성의 원리 (2002년)
- 나의 어린 시절 뽀르또 (2001년)
- 나는 집으로 간다 (2001년)
- 편지 (1999년)
- 불안 (1998년)
- 파티 (1996년)